# Hrubí z Jelení
Hrubý z Jelení nebo také Hrubý z Gelenj a podle rodinou přijatého pravopisu Hrubý-Gelenj byl český původně rytířský rod, který získal erb a přídomek ze Schwanenheimu v roce 1793, a v roce 1814 byl s přídomkem z Jelení povýšen do panského stavu. Rod vymřel 27. prosince 2024, když v Uhlířských Janovicích zemřel jeho poslední člen Bedřich Hrubý-Gelenj (1927–2024).

## Historie
Podle jedné, nedoložené hypotézy o původu rodu byl jeho předkem rytíř Löwenherz (Lví srdce), který byl kancléřem krále Ladislava Pohrobka a jehož potomci po bitvě na Bílé hoře z náboženských důvodů museli Čechy opustit. Žili pak ve Švýcarsku a v Itálii a po několika generacích se do Čech vrátili. Jiná hypotéza předpokládá souvislost rodu s významnými humanistickými osobnostmi, Řehořem Hrubým z Jelení (asi 1460–1514) a jeho synem Zikmundem Hrubým z Jelení (1497–1554). Jejich potomci se sice stali pražskými měšťany, ale pozdější zmínky o nich ani souvislost mezi nimi a prvním známým příslušníkem šlechtického rodu Hrubých známy nejsou.
Prvním doloženým předkem rodové linie Hrubých je Josef Tadeáš, který se stal v roce 1763 primátorem Mladé Boleslavi. Někdy se uvádí, že pocházel z Jilemnice (dokonce se měl narodit v roce 1716); tam sice v té době rodina se jménem Hrubý opravdu žila, ale v matrikách není žádný záznam potvrzující tento původ nebo souvislost. Manželkou Josefa Tadeáše byla Lidmila Lhotská ze Zmyslova.

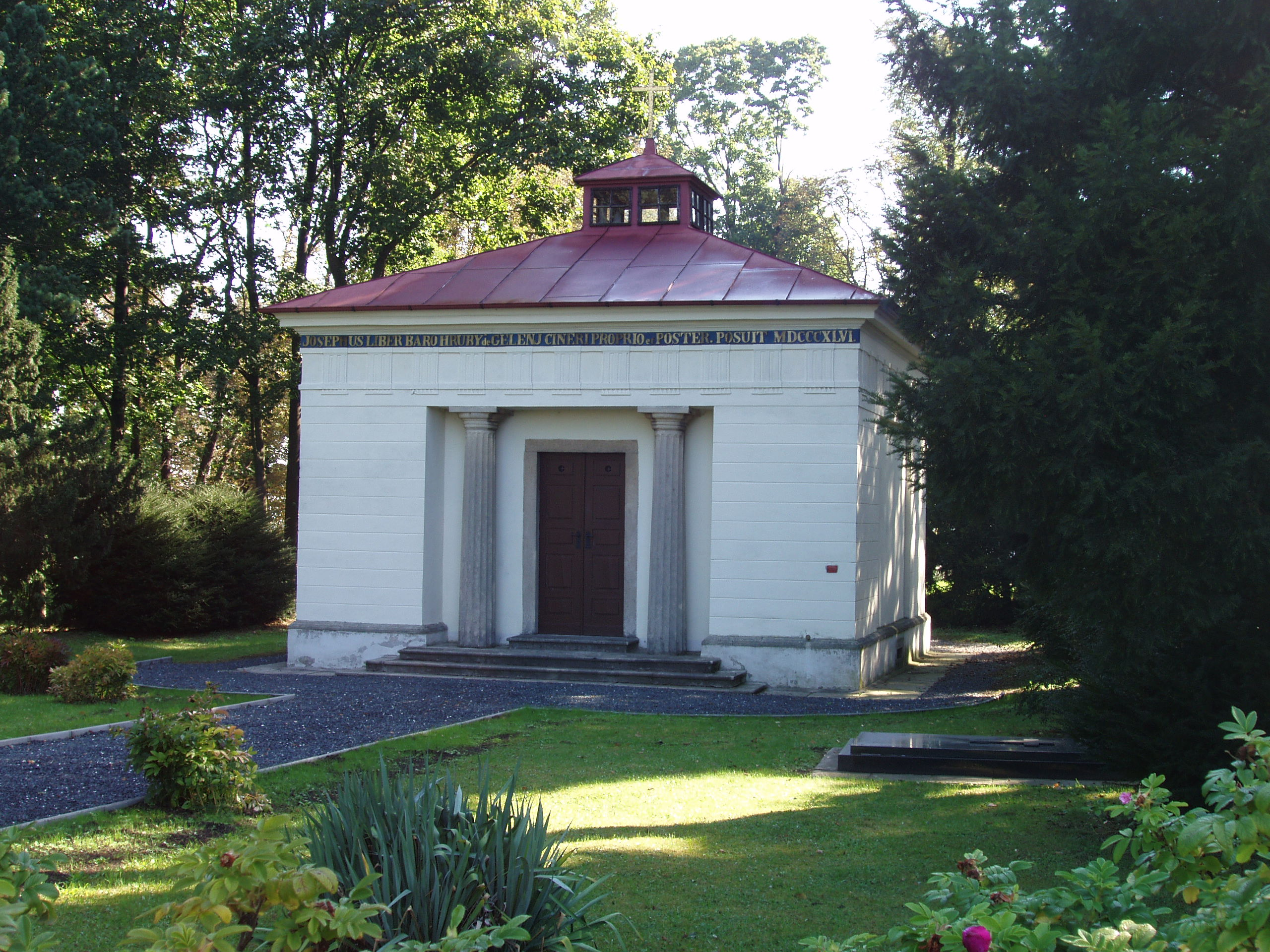
Kaple Svatého kříže s rodovou hrobkou v Červených Pečkách

Jejich syn Leopold, narozený roku 1740 a od roku 1774 ženatý s Josefou rozenou Bachmannovou (1755–1817), byl vystudovaný právník a stal se zemským prokurátorem; roku 1793 byl povýšen do stavu rytířského s příjmením "ze Schwanenheimu". Jeho erb tvořily dvě labutě a dva mosty. V roce 1794 koupil ve veřejné dražbě zámek a panství v Červených Pečkách. Zemřel v roce 1809.
Leopoldův první syn Petr Leopold zemřel již jako dítě (1774–1776). Druhorozený Josef Richard (1776–1860) byl ve vojenských službách a v roce 1809 panství převzal; třetí syn Karel (1778–1838) byl velvyslancem. Tito dva byli majestátem dne 24. března 1814 povýšeni do panského stavu s příjmením "z Jelení" a novým erbem, ve kterém byla jelení hlava. Leopoldův nejmladší syn Vojtěch (1783–1836) se usadil v Uhrách.
Josef Richard zanechal s manželkou Kateřinou roz. Wintzingerode z Adelsbornu (1798–1883) dva syny. Theodor Karel (1826–1914), někdy uváděný i jako Bohdan, byl c.k. komoří, major, od roku 1860 držitel Peček. Byl známý jako český vlastenec a proslul jako pěstitel orchidejí. Jeho sbírky byly v té době největší v Čechách. Druhý syn Otakar (1836–1862) byl voják, rytmistr a nositel vojenského záslužného kříže. Byl zastřelen zřejmě nešťastnou náhodou při lovu nedaleko rakouského Lince.
Manželkou Theodora byla od roku 1863 hraběnka Karolina z Ledeburu (1839–1930). Z tohoto manželství pocházeli synové Adolf Jan (1864–1925) a Josef Karel (1866–1943) a dcera Johana (1871–1946). Správu panství převzal v roce 1895 Josef. Pro rodinu nechal koncem 19. století z původního panského dvora vybudovat lovecký zámeček Morány u Čestína. Navázal také na rodové tradice: byl členem Akademie zemědělské, členem Jednoty českých matematiků a fyziků a členem Astronomické společnosti. Jeho manželkou se stala v roce 1921 Karolína, rozená Bukůvková z Bukůvky (1889–1952). V roce 1939 podepsal Josef Hrubý Národnostní prohlášení české a moravské šlechty a následně byla po roce 1942 na rodinný majetek uvalena vnucená okupační správa; rok poté Josef Hrubý zemřel.
Jeho syn Jaromír Hrubý (1922–2012) sice v roce 1945 rodový majetek opět převzal, ale jen na krátkou dobu, v roce 1949 došlo ke znárodnění. Jaromír pak studium na lesnické fakultě nedokončil, pracoval jako traktorista, po zatčení v roce 1950 byl dva roky v táboře nucených prací, pak se živil jako kopáč a od roku 1967 jako úředník. Po roce 1989 se ujal restituovaného rodového majetku a v letech 1990–1991 byl zástupcem velkopřevora řádu Maltézských rytířů, jehož tajným členem byl od roku 1942.

## Znak a heslo
Znakem rodu je štít čtvrcený černým křížem se třemi zlatými krokvemi na každém z ramen. Uprostřed štítu zlatý střední lístek, v něm černá hlava jelena s krkem. 1. a 4. pole modré, v něm zlatý dovnitř obrácený lev. 2. a 3. pole stříbrné, v něm červené srdce. Rodové heslo zní: „Bohu a vlasti“.

## Sídla
- Zámek v Červených Pečkách u Kolína (1794–1942)
- Zámek Morány u Čestína (1900–1942, 1992–2013)

## Pohřebiště
- Empírová rodová hrobka v kapli sv. Kříže z let 1845–1846 v ulici Nebovidská v Červených Pečkách u Kolína, památkově chráněná[5]

## Významné osobnosti
- Josef Hrubý-Gelenj (1776–1860) –  v roce 1814 povýšen do stavu českých svobodných pánů
- Karel Hrubý-Gelenj (1778–1838) – v roce 1814 povýšen do stavu českých svobodných pánů
- Theodor Karel Hrubý-Gelenj (1826–1914) – vlastenec a známý pěstitel exotických květin, zejména orchidejí
- Josef Karel Hrubý-Gelenj (1866–1943) – poslanec Českého zemského sněmu a Říšské rady, signatář prohlášení české šlechty v září 1939
- Jaromír Hrubý-Gelenj (1922–2012) – traktorista, kopáč a úředník, od roku 1942 člen a v letech 1990–1991 zástupce velkopřevora řádu Maltézských rytířů. Po roce 1989 se opět ujal rodového majetku
- Alžběta Hrubá-Gelenj (1929–2021), její manžel Zdeněk Sternberg (1923–2021) zrestituoval hrad Český Šternberk
- Karla Hrubá (1931–2024), zakladatelka Nadace rodiny Hrubých z Gelenj – Bohu a vlasti (účelem nadace je přispívat na opravy církevních staveb v okrese Kolín a Kutná Hora, např. záchranu kostela v Červených Pečkách)[6]